# Héctor D'Andrea
Héctor D’Andrea (Carahuasi, 26 de abril de 1908-Buenos Aires, 9 de junio de 2005) fue un militar argentino, que alcanzó el grado de general de brigada. Se desempeñó como embajador en Alemania y España, y como interventor federal de la provincia de Salta, durante la presidencia de facto de Juan Carlos Onganía.

## Biografía
Nació en 1908 en la localidad de Carahuasi en la provincia de Salta. Ingresó al Colegio Militar de la Nación, egresando como subteniente de caballería en 1926.
A lo largo de su carrera militar, ocupó cargos como subdirector de la Escuela de Caballería, jefe de la Guarnición Militar Buenos Aires y comandante del Cuerpo de Caballería.
En 1953, mientras ocupaba la jefatura del Comando General del Interior y Regiones Militares, el gobierno de Juan Domingo Perón lo pasó a retiro con el rango de coronel. En 1956 el gobierno de facto de la Revolución Libertadora lo reincorporó y lo ascendió a general de brigada. Ese mismo año fue designado Subsecretario General del Ejército, y al año siguiente se retiró del servicio activo.
En septiembre de 1958, el presidente Arturo Frondizi lo designó embajador en Bonn, en la República Federal de Alemania. En 1959 fue nombrado embajador en España, permaneciendo en el cargo durante el gobierno de José María Guido, hasta su renuncia en septiembre de 1962. Allí logró la instalación de un monumento a José de San Martín en Madrid inaugurado en 1961, y un homenaje a Manuel Belgrano en la Universidad de Salamanca. En 1962 recibió la Medalla de oro de Madrid.
En 1966 el presidente de facto Juan Carlos Onganía lo designó interventor federal de la provincia de Salta, ocupando el cargo desde agosto de 1966 hasta abril de 1969. En 1967, mediante el Decreto Ley N.° 4086 «donó» pequeñas áreas del lote fiscal N.° 55, en la costa del río Pilcomayo, para destinarse a reserva indígena.
Luego presidió la Comisión Mixta Paraguayo-Argentina de Yacyretá-Apipé. Años más tarde integró el Foro de Generales Retirados.
Falleció en junio de 2005 a los 97 años.